# Harry Grove
Harry Grove (Londra, 7 maggio 1862 – Londra, 7 febbraio 1896) è stato un tennista britannico.

## Biografia
Poco è noto di lui fuori dalla sua carriera tennistica. Suo cognato, Harry Barlow, era a sua volta un noto tennista. Cominciò a partecipare ad importanti tornei nei primi anni 1880, vincendo le edizioni 1886 e 1887 delle Northern Championships. Vinse molti tornei minori, guadagnandosi anche buoni piazzamenti al torneo di Wimbledon, raggiungendo la semifinale nell'edizione 1887, ma venendo sconfitto da Herbert Lawford (6-4, 3-6, 5-7, 5-7). In questo periodo era comunque considerato uno dei tennisti più forti in assoluto, ed Herbert Chipp lo ricordò come dalle grandi capacità e allo stesso livello dei fratelli William ed Ernest Renshaw, ma con un rendimento molto più altalenante.
Nel doppio maschile di Wimbledon raggiunse per quattro volte le semifinali, sempre con compagni diversi, ma non riuscendo mai ad andare oltre. Vinse anche alcuni dei primi tornei tennistici organizzati nel Raj britannico. Negli anni 1890 concluse la sua carriera tennistica partecipando ad alcuni tornei in Francia, in cui non ottenne molto successo. Era anche un capace giocatore di biliardo. Morì improvvisamente nella natia Londra nel 1896.